# Plaza de San Felipe Neri (Albacete)
La plaza de San Felipe Neri es una céntrica plaza de la ciudad española de Albacete.
Está situada en el barrio de Parque Sur de la capital albaceteña, junto a la calle Árcangel San Gabriel que bordea el parque Abelardo Sánchez al sur. Al sur de la plaza confluyen las calles Santander, Pamplona y Yeste.
La plaza lleva el nombre de San Felipe Neri en honor al ilustre fundador de la Congregación del Oratorio conocido como El Apóstol de Roma.
Se trata de una gran plaza peatonal con forma triangular en la que se sitúan el parque San Felipe Neri, una pista de patinaje, el oratorio de San Felipe Neri, la Residencia Geriátrica Santa Teresa y las populares terrazas de la plaza de San Felipe Neri, lugar de encuentro de la ciudad.